# Сапір Абрам Володимирович
Абрам Володимирович Сапір (1900 — 1957) — український радянський розвідник. Начальник Розвідувального Управління НКВС Української РСР (1930-1931, 1935-1936)

## Життєпис
Народився у листопаді 1900 року у м. Блудень Пружанського повіту Гродненської губернії у родині працівника залізниці. У домашніх умовах пройшов програму навчання за 1 клас середнього навчального закладу. З жовтня 1915 року розпочав трудову діяльність різноробом на залізничній станції Блудень.
З березня 1919 року він працював слідчим прикордонної транспортної надзвичайної комісії станції Барановичі, 
З 1919 по 1920 рр. — слідчий Головної транспортної надзвичайної комісії Бердичівського напряму.
У 1920 році його призначено секретарем Воднотранспортної надзвичайноїкомісії «Одеса-порт», У 1921 році — начальником агентури Особливого відділу Чорного і Азовського морів (Одеса).
У 1921 році — стає уповноваженим Особливого відділу при Одеській губернській надзвичайній комісії, згодом — заступником начальника відділу надзвичайної комісії «Одеса-порт».
У 1922 році — помічник уповноваженого дільниці 3 Особливого відділу, 
У 1923—1926 рр. — помічник уповноваженого Контррозвідувального відділу ДПУ Української СРР.
З лютого 1926 по травень 1927 рр. — начальник Контррозвідувального відділу Одеського окружного відділу ДПУ, 
З травня 1927 по грудень 1929 рр. — очолює Контррозвідувальний відділ Київського окружного відділу ДПУ.
У грудні 1929 року — очолив Перше відділення Контррозвідувального відділу ДПУ Української СРР.
З липня 1930 по травень 1931 рр. — начальник 2-го відділення (зовнішня розвідка) Контррозвідувального відділу ДПУ Української СРР.
З травня 1931 по листопад 1932 рр. — начальник Особливого відділу Одеського оперативного сектора ДПУ.
З листопада 1932 року — заступник начальника Одеського обласного відділу ДПУ. 
З березня 1933 року — начальника Особливого відділу — заступника начальника Управління НКВС у Дніпропетровській області.
З червня 1935 по грудень 1936 рр. — начальник Іноземний відділ Управління державної безпеки НКВС Української СРР.
З грудня 1936 по лютий 1937 рр. — начальник Управління НКВС по Молдавській Автономній СРР, 
З лютого 1937 року — помічник начальника 3-го Контррозвідувального відділу УДБ НКВС Української СРР.
У лютому 1938 року — заарештований за звинуваченням у антирадянській, троцькістській терористичній змові, активній підривній діяльності в органах НКВС, а також у співробітництві з німецькою розвідкою. У квітні того ж року його звільнено з органів державної безпеки.
У вересні 1939 року — Військовий Трибунал Військ НКВС Київського округу його виправдав.
У 1941 році заарештований знову, за поновленою кримінальною справою, у 1943 році його засуджено на 5 років позбавлення волі, а в 1945 році
звільнено з Актюбінського табору.
У 1955 році — Кримським обласним судом знову засуджений на 15 років позбавлення волі за статтею «Розкрадання державного і громадського майна».
У 1957 році він помер в одному з таборів у Казахстані (Павлодарська область).